# Heiner Eichner
Heiner Eichner (Kronach, Alemanya, 10 de setembre de 1942 – Viena, 7 de març de 2024) fou un lingüista i indoeuropeista que va centrar la seva recerca en la lingüística indoeuropea en general, encara que va tractar amb més detall la fonologia (especialment l'accentuació), la morfologia, l'etimologia, les llengües en contacte i la història cultural. Pel que fa a les llengües documentades, va treballar principalment en la branca anatòlica (hitita i luvi, principalment), l'antic itàlic i l'antic germànic. També es va dedicar a les llengües tirrenes, defensant el vincle entre l'etrusc i el lemni.
Eichner va néixer a Kronach i va cursar els estudis secundaris a Múnic. En la universitat d'aquesta darrera ciutat estudià la carrera d'indoeuropeu (1962-1967). Després var marxar a la Universitat d'Erlangen on va obtenir el màster i el doctorat en indoeuropeu, indoiranística i assiriologia (1967-1974), amb la tesi dirigida per Karl Hoffmann Untersuchungen zur hethitischen Deklination ("Estudis sobre la declinació hitita"). Entre el 1974 i el 1983 va treballar com a investigador assistent a la Universitat de Ratisbona sota la supervisió de Helmut Rix, encara que el 1982 s'habilità en lingüística comparativa indoeuropea en aquesta mateixa universitat amb el treball Studien zu den indogermanischen Numeralia. Rekonstruktion des urindogermanischen Formensystems und Dokumentation seiner einzelsprachlichen Vertretung bei den niederen Kardinalia ‚zwei’ bis ‚fünf’ ("estudis sobre els numerals indoeuropeus: reconstrucció del primitiu sistema indoeuropeu i documentació de la representació lingüística dels primers cardinals, del dos a cinc"), sota la supervisió de Helmut Rix. Durant els dos següents anys va treballar com a investigador sènior, fins que es va traslladar a la Universitat de Basilea i a Eichstätt (1984-1987). En aquest moments també va començar ocasionalment a donar classes a altres universitats com Salzburg, Viena, Berna, Zúric, Harvard, Cambridge, etc. Finalment va treballar a la Universitat de Viena del 1989 fins a la seva jubilació el 2010. Tanmateix, fins a la seva mort, el dia 7 de març de 2004, hi va continuar la seva recerca com a emèrit i la seva col·laboració en diferents projectes, com els del Luwic Dialect Project, de la Universitat de Barcelona, dirigit pel Prof. Ignasi-Xavier Adiego.